# Parlamentswahl in Serbien 2016
- SPS: 29
- SDS: 13
- DS: 16
- ZES: 1
- DJB: 16
- Mind.: 9
- SNS: 131
- DSS: 13
- SRS: 22

Die Parlamentswahl in Serbien 2016 fand am 24. April statt.
Sie hätte regulär erst im März 2018 stattfinden sollen, wurde aber von Ministerpräsident Aleksandar Vučić am 17. Januar 2016 um zwei Jahre vorgezogen, da „Serbien vier weitere Jahre der Stabilität“ brauche, um „bereit für den Beitritt zur Europäischen Union zu sein“. Die Parlamentswahl wurde parallel mit Regionalwahlen in der serbischen Provinz Vojvodina und landesweiten Lokalwahlen abgehalten.

## Wahlsystem
Die 250 Abgeordneten der Nationalversammlung wurden mittels einer Verhältniswahl mit einer 5-Prozent-Sperrklausel bestimmt, wobei anerkannte ethnische Minderheiten in Serbien stets von dieser Hürde ausgenommen sind. Die Sitze wurden nach dem D’Hondt-Verfahren vergeben.

## Wahlberechtigte
Wahlberechtigt waren 6.739.441 Bürger, 3.778.923 beteiligten sich an den serbischen Parlamentswahlen im Jahr 2016, dies entspricht einer Wahlbeteiligung von 56,1 %.

## Nach der Wahl
Am 10. August 2016 wurde die neue Regierung unter Ministerpräsident Vučić vereidigt, wobei es sich um eine Fortführung der Koalitionsregierung von Vučićs Serbischer Fortschrittspartei (SNS) mit der Sozialistischen Partei Serbiens (SPS) von Ivica Dačić handelte.
Die SNS konnte ihr 2014 erzieltes Ergebnis halten und erreichte erneut eine absolute Mehrheit im serbischen Parlament.